# Tihany
Tihany [ˈtihɒɲ] ist eine Gemeinde auf der gleichnamigen Halbinsel am nördlichen Ufer des Balatons in Ungarn. Der Ort gehört zum Komitat Veszprém. Die Landschaft ist reich an historischen Denkmälern und Naturschätzen. Die bekannteste Sehenswürdigkeit auf der Halbinsel ist die 1055 gegründete barocke Abtei Tihany, deren zwei Türme heute symbolisch für Tihany stehen.

## Halbinsel Tihany
Tihany erstreckt sich weit in den Balaton hinein und teilt ihn in einen kleinen Nord- und einen großen Südteil. Auf der Halbinsel befinden sich der Belső-tó und der Külső-tó, zwei Kraterseen, die höher liegen als der Plattensee und vor Millionen Jahren durch Vulkanismus entstanden. Funde beweisen, dass schon Völker aus der Bronze- und Eisenzeit hier lebten. Auch die Römer ließen sich hier nieder. Im 12. Jahrhundert gründeten Mönche am Nordhang des Óvár-Berges eine Einsiedelei, deren Höhlen noch heute besichtigt werden können. Da die Insel reich an Tier- und Pflanzenarten ist, wurde sie bereits 1952 zum ersten Naturschutzgebiet Ungarns erklärt.

## Ortschaft Tihany
Die Gründungsurkunde von Tihany gilt als eines der bedeutendsten Dokumente der ungarischen Sprache, obwohl in Latein abgefasst, da viele ungarische Siedlungen und Orte das erste Mal Erwähnung finden. Geprägt ist die Dorflandschaft von den kleinen aus Basalt und Schilf errichteten Häusern.

## Partnergemeinden
- Deidesheim
- Bad Klosterlausnitz
- Mauges-sur-Loire, früher: Saint-Florent-le-Vieil
- Odorheiu Secuiesc

## Persönlichkeiten

### Ehrenbürger
- 2002: Stefan Gillich (1932–2019), Bürgermeister der deutschen Partnerstadt Deidesheim[1]

## Bildergalerie

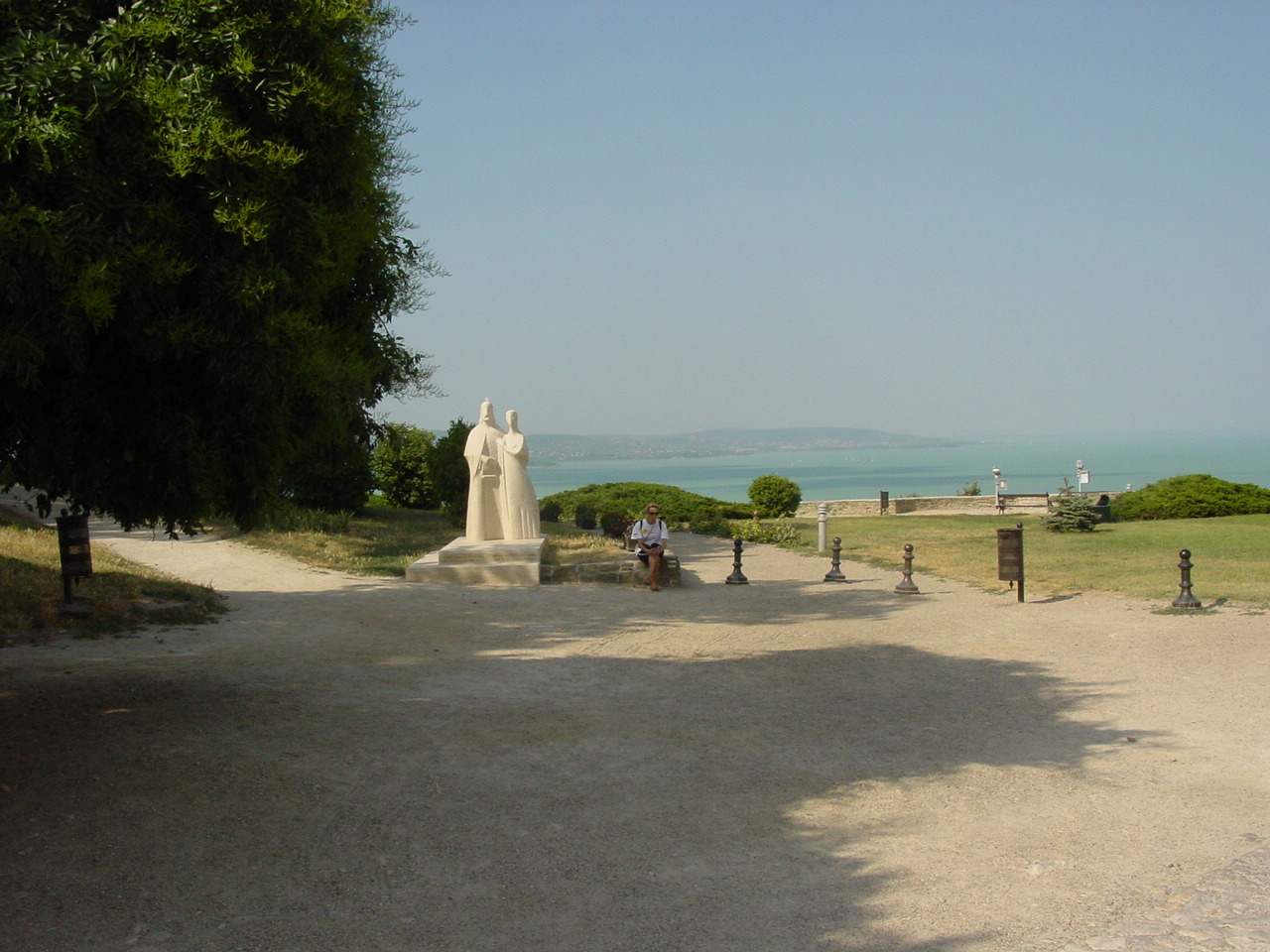
Blick vom Kloster über den Balaton
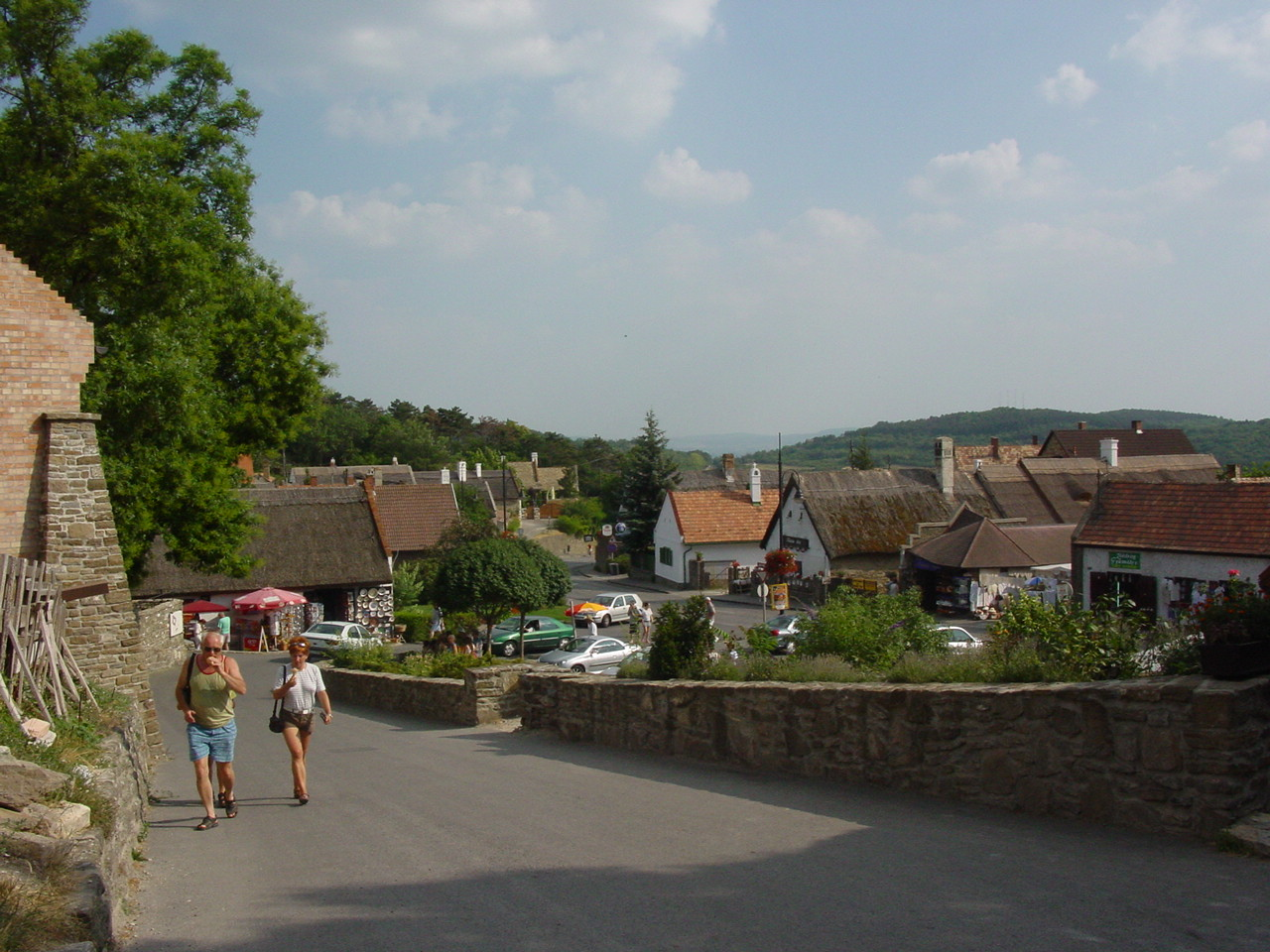
Teil des Ortes mit Strohdächern
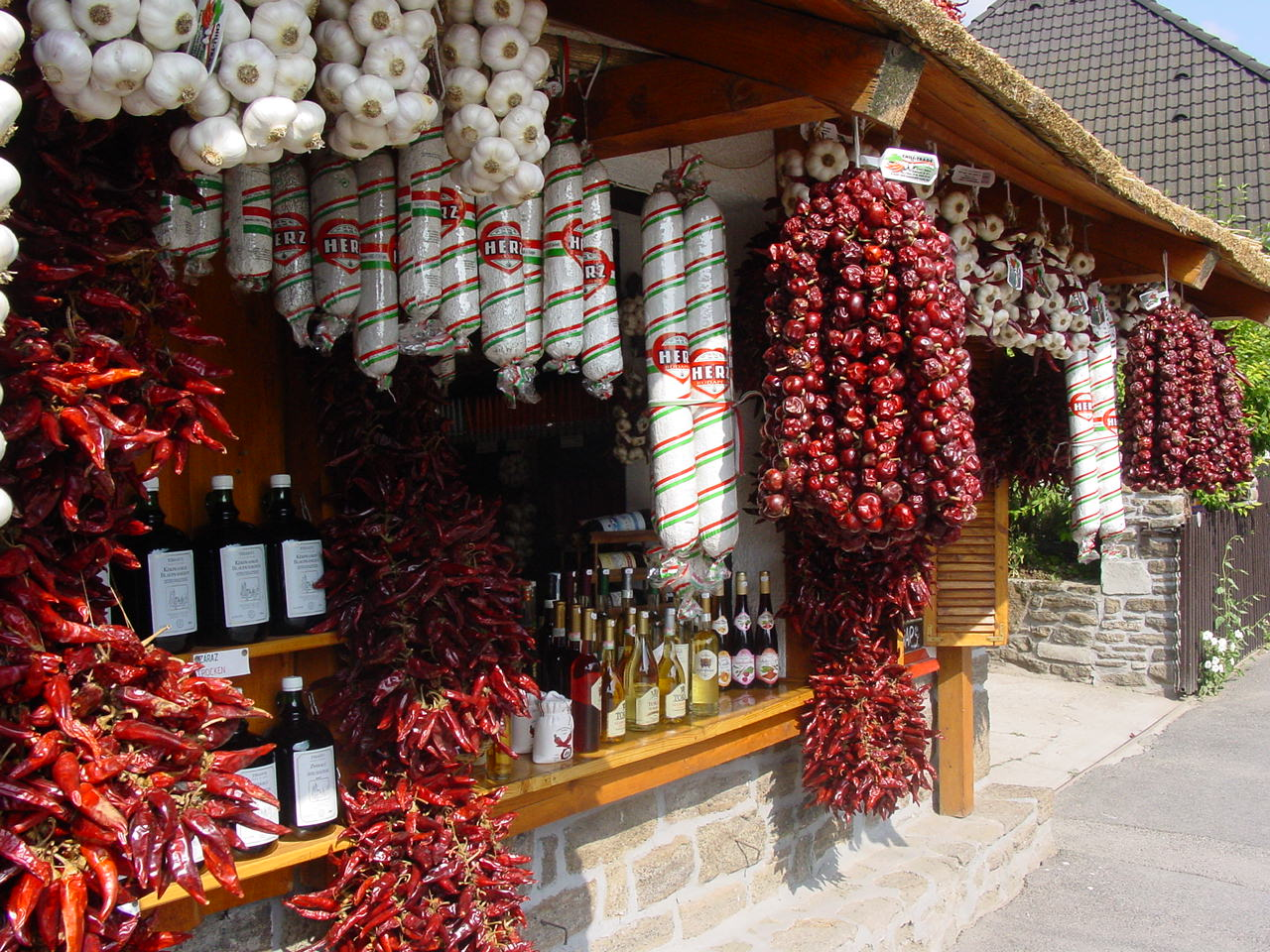
Paprikahaus am Markt im Ort
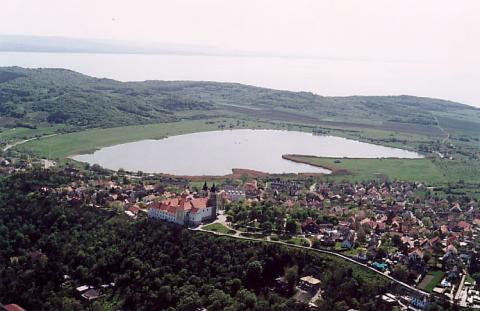
Luftaufnahme von Tihany
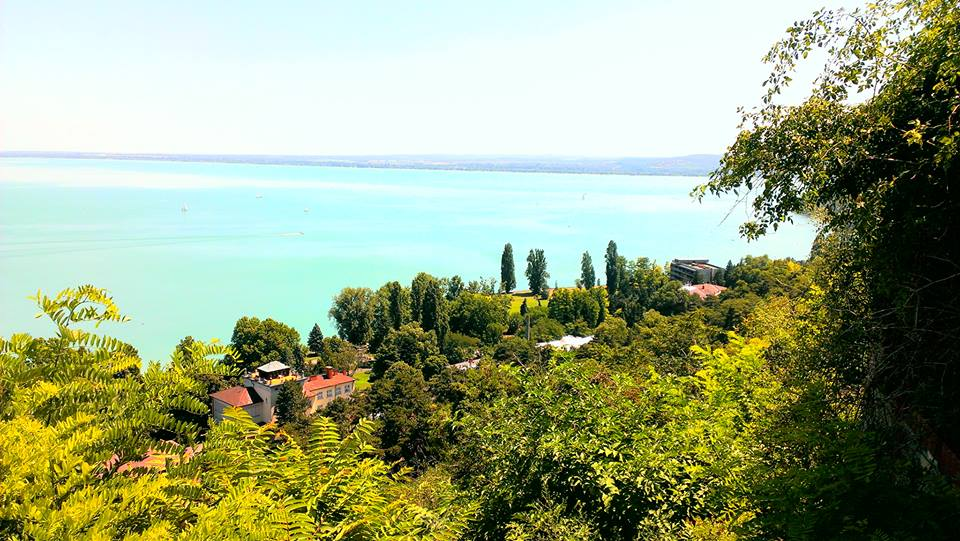
Blick von der Abtei auf den Balaton

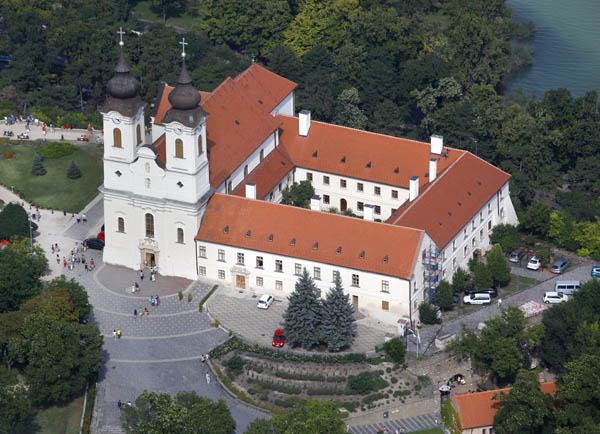
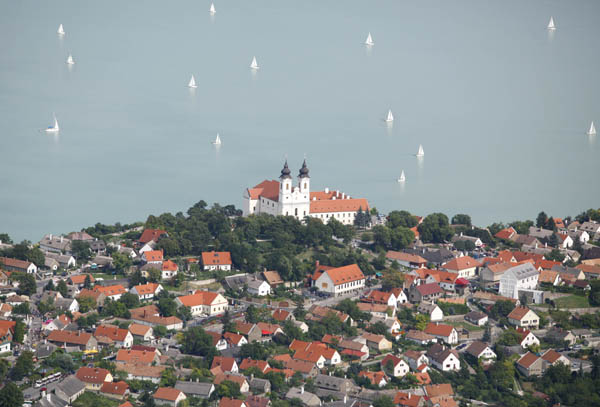
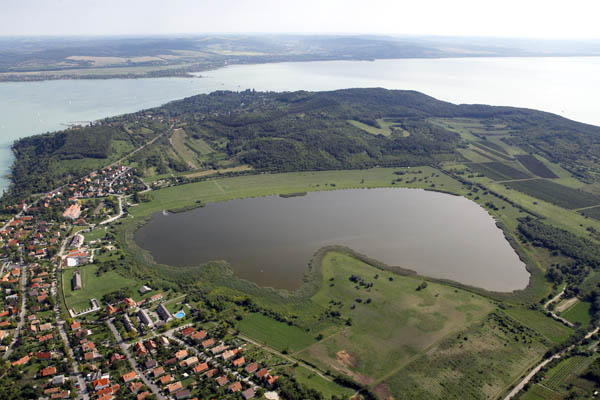
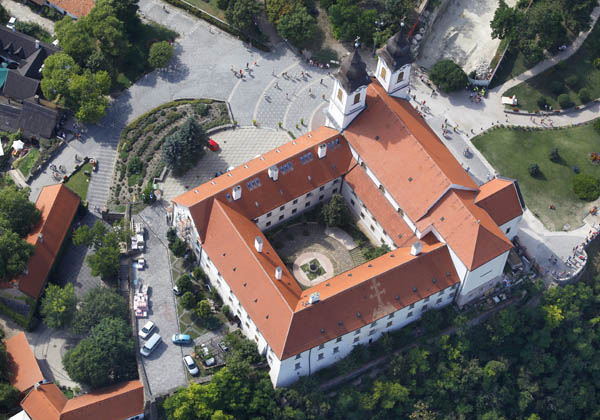
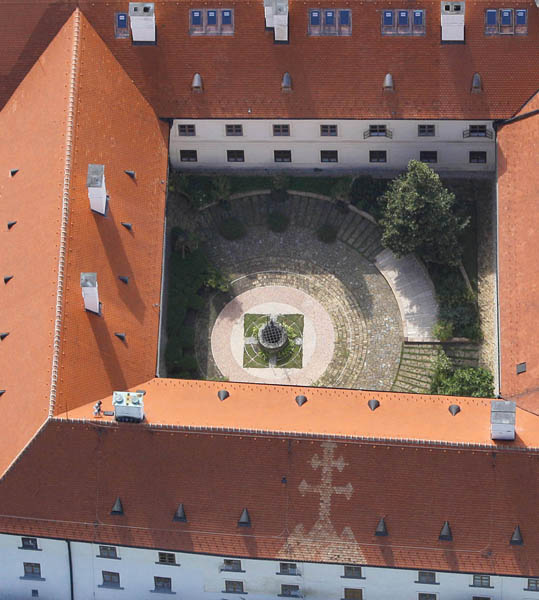